# Viktoria Wolffhardt
Viktoria „Viki“ Wolffhardt (* 26. Juni 1994 in Tulln an der Donau) ist eine österreichische Kanutin. Die zweifache Juniorenweltmeisterin und mehrfache Medaillengewinnerin startet sowohl im Kajak (K1) als auch im Canadier (C1). 2015 belegte sie den dritten Rang im Kanuslalom-Gesamtweltcup.

## Leben
Viktoria Wolffhardt begann im Alter von acht Jahren auf der Donau mit dem Slalomsport. In der Folge wurde sie von ihrem Vater trainiert, bis sie mit 15 den Sprung ins Nationalteam schaffte. Einen ersten Erfolg konnte sie 2010 bei den Olympischen Jugendspielen in Singapur verbuchen, wo sie im Kajak-Einer (K1) die Bronzemedaille gewann. Im folgenden Jahr paddelte sie bei der EM in La Seu d’Urgell gemeinsam mit Corinna Kuhnle und Violetta Oblinger-Peters zu Silber im Teambewerb. Bei der EM 2013 in Krakau sprang sie für ihre favorisierte Landsfrau, Doppelweltmeisterin Kuhnle in die Bresche und holte mit Bronze im K1 ihre erste Einzelmedaille in der allgemeinen Klasse. 2015 setzte Wolffhardt beim OKV durch, auch im Canadier starten zu dürfen. Bei den Weltmeisterschaften 2014 und 2015 konnte sie jeweils im Team eine Medaille gewinnen, ebenso bei der U23-EM 2015, da sogar die Goldmedaille. Den Kanuslalom-Weltcup 2015 beendete sie auf dem dritten Gesamtrang.
Im Hinblick auf die Olympischen Spiele 2016 wurde Wolffhardt in den Hopekader des ÖOC aufgenommen, musste sich in der internen Qualifikation aber Corinna Kuhnle geschlagen geben. Bei der U23-WM 2016 in Nova Gorica errang sie im Kajak-Einer erstmals die Goldmedaille in einer Einzeldisziplin. Nach einer weiteren Silbermedaille mit dem Team bei der Weltmeisterschaft in Pau feierte sie im Juni 2018 mit dem Europameistertitel im Canadier den bisher größten Erfolg ihrer Karriere.
Viktoria Wolffhardt ist Sportlerin des Heeressportzentrums (HSZ) beim Bundesheer und studiert Biologie und Englisch auf Lehramt.

## Erfolge
- 2010: Bronze bei den Olympischen Jugend-Sommerspielen 2010 (K1)
- 2011: Silber bei den Kanuslalom-Europameisterschaften (K1-Team)
- 2012: Österreichische Staatsmeisterin (K1)
- 2013: Bronze bei den Kanuslalom-Europameisterschaften (K1)
- 2014: Silber bei den Kanuslalom-Weltmeisterschaften (K1-Team)
- 2015: Gold bei den U23-Weltmeisterschaften (K1-Team)
- 2015: Bronze bei den Kanuslalom-Weltmeisterschaften (C1-Team)
- 2015: Dritter Platz im Gesamtweltcup
- 2016: Gold bei den U23-Weltmeisterschaften (K1)
- 2017: Silber bei den Kanuslalom-Weltmeisterschaften (K1-Team)
- 2018: Gold bei den Kanuslalom-Europameisterschaften (C1)
- 2018: Silber bei den Kanuslalom-Europameisterschaften (K1-Team)

## Auszeichnungen
- Niederösterreichische Nachwuchssportlerin des Jahres 2010–2013 und 2015
- 2012: Österreichischer Jugendsportpreis
- 2016: Silbernes Ehrenzeichen für Verdienste um die Republik Österreich